# 3GO 가요제
3GO 가요제는 신동아방송에서 2020년 하반기에 방송되는 오디션 프로그램이다. 11월에 예선, 12월에 본선이 치러지며, 입상자는 상금과 음반제작 및 ‘뮤직캠프’ 및 ‘미스·미스터트롯’ 방송프로그램 고정출연의 방송 기회를 보장받게 된다. 특히 우승자는 음반제작, 방송 출연 20회 보장의 기회와 함께 상금 300만원을 받게 된다.